# 주한 노르웨이 대사관
주한 노르웨이 대사관(노르웨이어: Norges ambassade i Seoul)은 대한민국 서울특별시 중구 정동 15-5 정동빌딩 13층에 위치하고 있는 노르웨이 대사관이다. 현직 주한 노르웨이 대사는 안네 카리 한센 오빈이다.

## 역사
노르웨이는 남북한 동시 수교국으로 1959년 3월 대한민국과 외교관계를 수립, 1972년 12월 주노르웨이 대한민국 대사관이 설치되고 1980년 6월 주한 노르웨이 상주 대사관을 개설하였다. 조선민주주의인민공화국과는 1973년 수교하였다. 1969년 10월 사증면제협정을 비롯한 4개의 주요협정을 맺었다. 이후 1976년 6월에 조선사업 합작투자에 합의하였고, 1978년 10월에는 경제협력위원회가 발족하였으며 1993년 11월에는 두 나라간 섬유협정을 1995년까지 연장하기로 합의하였다.

## 주요 업무
주요 업무는 대한민국 정부와의 외교, 교섭, 투자유치 활동, 대한민국 거주 노르웨이 국민의 보호 육성, 외교 정책 홍보, 문화, 학술, 체육 협력, 여권, 입국사증 발급 및 영사확인 업무 등이다. 한국인은 관광, 상용 목적으로 입국 시 90일간 사증 없이 체류할 수 있고, 입국 후 7일 이내에 관할 노르웨이 경찰서에 신고해야 한다.

## 같이 보기
- 노르웨이-대한민국 관계
- 주노르웨이 대한민국 대사관
- 노르웨이의 재외공관 목록
- 대한민국 주재 외국공관 목록